# Domingo Olleta Mombiela
Domingo Olleta Mombiela (Saragossa, 20 de desembre de 1819 - 21 d'abril de 1895) fou un organista i compositor aragonès.
Entrà d'infant en el Col·legí de la Seu el 1827, on i va romandre fins a l'any 1835, es distingí molt aviat per les seves felices disposicions musicals, i el mestre de la Seu, Pedro L. Gil li donà lliçons d'harmonia i contrapunt. El 1858, prèvies unes brillants oposicions, fou nomenat mestre de capella de la Seu, havent rebut les sagrades ordres el 1853.
Entre les seves obres destaquen el grandiós Rèquiem, el Miserere, a tota orquestra; els Cánticos al Corazón de Jasús, i la Missa en do, anomenada La Valeriana.
Fou acadèmic de l'Reial Acadèmia de Belles Arts de San Fernando, i de número San Luis de Saragossa i de mèrit de l'aragonesa Amigos del País.
Va patir hemiplegia del costat dreta durant quaranta anys i dirigia amb el braç esquerra. Les seves restes foren depositades en la capella Sant Domènec del Val (Dominguito del Val), de la Catedral de Sant Salvador de Saragossa.